# Carlo Lizzani
Carlo Lizzani (3. dubna 1922 v Římě – 5. října 2013) byl italský filmař, publicista, scenárista, režisér, herec a producent. Šlo o velmi plodného scenáristu, který působil ma poli dokumentárního i hraného filmu.
V roce 1951 natočil svůj první snímek Pozor, banditi! s Ginnou Lolobrigidou v hlavní roli. V roce 1954 natočil snímek Kronika chudých milenců, za nějž obdržel hlavní cenu na Filmovém festivalu v Cannes. Mezi jeho nejznámější díla patří film Poslední dny Mussoliniho.
Ve věku 91 let v roce 2013 spáchal sebevraždu skokem ze 3. patra.